# Soläkta
Soläkta kallas en färg som är hållfast mot blekning av solen. Begreppet används speciellt i samband med kulörta textilier. Markiser, gardiner, lampskärmar m.fl. är produkter som vanligtvis använder soläkta färger.
Besläktat härmed är tvättäkta, som avser textilier som tål vattentvätt utan att fälla färg.